# جراند بريكس دو بلومليك-موربيهان 2016
جراند بريكس دو بلومليك-موربيهان 2016 (بالفرنسية: Grand Prix de Plumelec-Morbihan 2016)‏ هو سباق دراجات هوائية، وهو الموسم الأربعين من جراند بريكس دو موربيهان، وأقيم في 28 مايو 2016 ضمن سباقات طواف أوروبا للدراجات 2016، وشارك فيه  131 متسابقاً ووصل إلى نهايته  99 متسابقاً.
فاز بالمركز الأول سامويل دومولين، وبالمركز الثاني الكسيس فويليرموز، وبالمركز الثالث آرثر فيشوت، وكان الفائز حسب السرعة Nans Peters ‏، وكان الفائز في تصنيف الجبال Iltjan Nika ‏، والفائز في تصنيف القتال Pierre Gouault ‏.

## التصنيف العام النهائي
| التصنيف العام         | التصنيف العام    | التصنيف العام | التصنيف العام | التصنيف العام |
| العداء                | العداء           | الفريق        | الوقت         |               |
| --------------------- | ---------------- | ------------- | ------------- | ------------- |
| 1                     | سامويل دومولين   | أيه إل أم     | 4 س 25 د 08 ث |               |
| 2                     | الكسيس فويليرموز | أيه إل أم     | + 0 ث         |               |
| 3                     | آرثر فيشوت       | إف دي جي      | + 0 ث         |               |
|                       |                  |               |               |               |
| مصدر: ProCyclingStats |                  |               |               |               |

## وصلات خارجية
- لمحة عن سباق جراند بريكس دو بلومليك-موربيهان 2016 على موقع  ProCyclingStats   (برو  سايكلنج  ستاتس) - إحصاءات  محترفي  الدراجات.
- جراند بريكس دو بلومليك-موربيهان 2016 على موقع إحصائيات الدراجات الإحترافية (الإنجليزية)